# Robert Ier du Saint-Empire
Pour les articles homonymes, voir Robert Ier et Robert III.
Robert (en allemand : Ruprecht), né le 5 mai 1352 à Amberg en Haut-Palatinat et mort le 18 mai 1410 au château Landskron près d'Oppenheim, est prince de la maison de Wittelsbach. Électeur palatin du Rhin (en tant que Robert III) dès 1398, il est élu roi des Romains en 1400.

## Origine
Robert est le seul fils survivant de l'électeur Robert II du Palatinat (1325–1398) et de son épouse Béatrice de Sicile (1326–1365), fille du roi Pierre II de Sicile. Dès un acte de partage sous le règne de l'empereur Louis IV en 1329, le palatinat du Rhin est soumis à l'autorité de la branche aînée des Wittelsbach, à sa tête le grand-pére de Robert, Robert Ier le Rouge qui a fondé l'université de Heidelberg en 1386. 
Robert passe les premières années de sa vie au monastère de Liebenau aux portes de Worms, où sa mère fait plusieurs séjours auprès de sa grand-mère Irmengarde d'Oettingen, veuve du comte palatin Adolphe Ier. En 1374, il épouse Élisabeth de Hohenzollern (1358–1411), fille du burgrave Frédéric V de Nuremberg et la sœur aînée de l'électeur Frédéric Ier de Brandebourg, le premier des Hohenzollern qui est inféodé avec la marche de Brandebourg en 1415. En 1385-1386, Robert participe à une campagne de l'ordre Teutonique en Prusse contre les forces du grand-duché de Lituanie.

## Règne

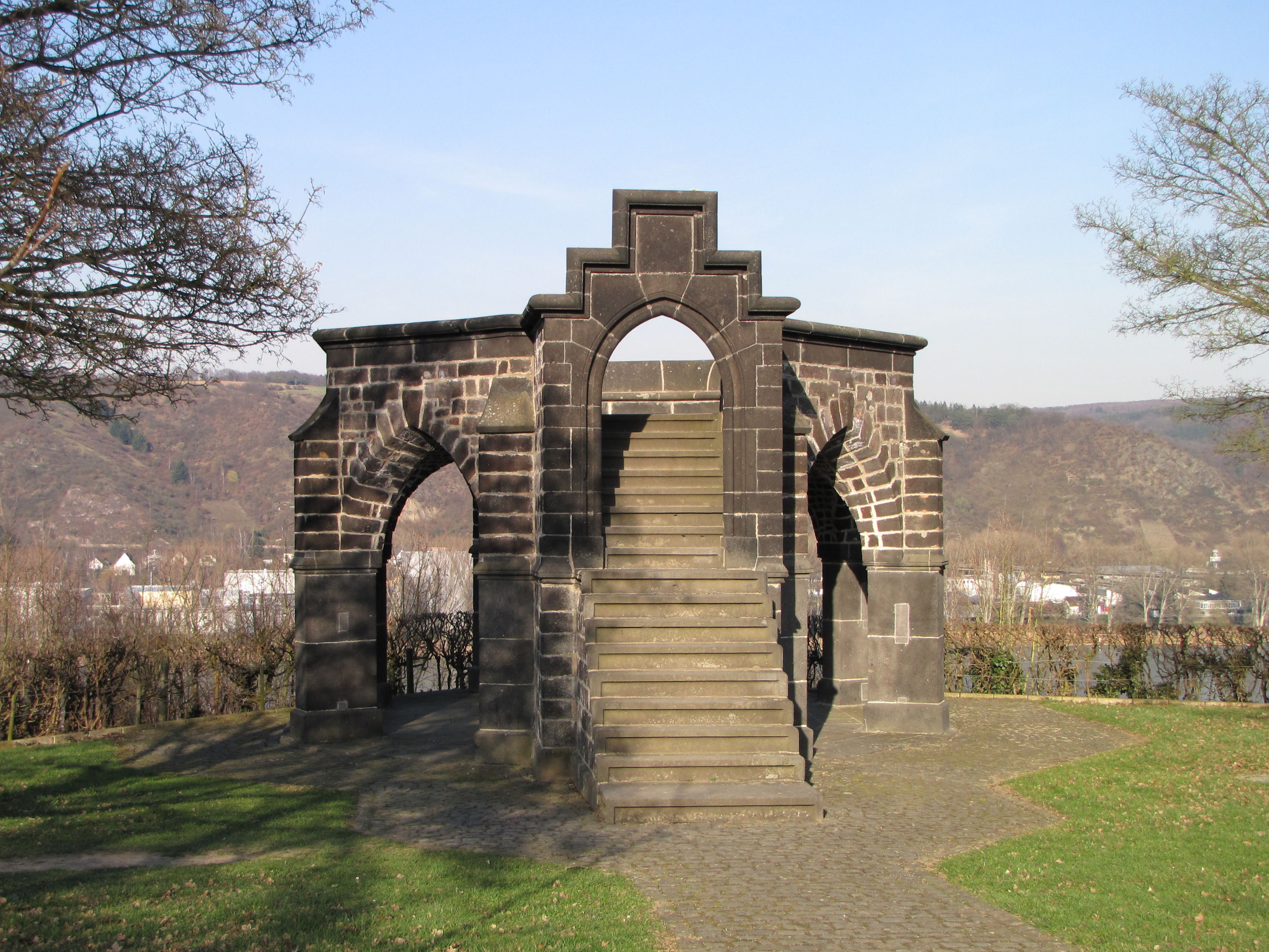
Le trône du roi à Rhens.

Robert du Palatinat et l'archevêque Jean II de Mayence sont à la tête des quatre princes-électeurs qui se rassemblent au château de Lahneck et destituent le roi Venceslas par déclaration du 20 août 1400. Le lendemain 21 août à Rhens, Robert est élu par les quatre voix (y compris la sienne) pour lui succéder. Dès lors où la désignation au roi des Romains ne pourra pas avoir lieu à Francfort, il ne peut se faire couronner à Aix-la-Chapelle, car la ville libre renonce à son élection. De plus, la route qui mène à Aix est sous le contrôle de son ennemi Guillaume VII de Juliers. Finalement, Robert est sacré roi par l'archevêque Frédéric III de Cologne. Il ne peut monter sur le trône de Charlemagne à la chapelle palatine d'Aix qu'en 1407.
Néanmoins, Robert reçoit rapidement la reconnaissance des princes, en raison surtout de l'inaction de son adversaire Venceslas. Il a récupéré plusieurs domaines à la frontière orientale du Haut-Palatinat auparavant incorporés au royaume de Bohême par la maison de Luxembourg. Afin d'étendre sa sphère d'influence, Robert entreprend une campagne en Italie où les ambitions de Jean Galéas Visconti, élevé au rang de duc de Milan par le roi Venceslas en 1395, effrayent désormais un grand nombre de sujets. Robert Ier juge le moment favorable pour entreprendre la « descente en Italie » que n'a pas réalisée son prédécesseur. En septembre 1401, il se dirige vers le col du Brenner. Jugeant Brescia trop forte pour être attaquée, il se rend à Padoue d'où il espère gagner Florence et Rome. Mais ni Florence ni le pape Boniface IX, successeur d'Urbain VI, ne soutiennent sérieusement son entreprise. Robert doit de plus faire face aux intrigues de Venceslas en Germanie. Ni en 1402, ni les années suivantes, il ne peut pousser jusqu'à Rome et il doit faire demi-tour. Son prestige est tellement affaibli qu'il ne joue aucun rôle dans les tentatives de reconstituer l'unité catholique brisée par le grand schisme d'Occident malgré la paralysie du royaume de France où la guerre avec l'Angleterre reprenait.
Le règne de Robert reste dans une situation financière précaire ; néanmoins, il bénéficie de la capture de Venceslas par son demi-frère Sigismond de Luxembourg en mars 1402, s'accrochant au pouvoir dans le Saint-Empire romain jusqu'à sa mort. Il est aussi en mesure d'arranger le mariage de son fils Louis III avec la princesse Blanche de Lancastre, fille du roi Henri IV d'Angleterre, de 26 ans sa cadette. La cérémonie nuptiale a lieu le 6 juillet 1402 à la cathédrale de Cologne. La parenté anglaise lui apporte une décharge financière ; de plus, Robert se révélait un capable seigneur.
À partir de 1405, Robert Ier, en renforçant l'autorité de sa dynastie, entre en conflit avec l'archevêque Jean II de Mayence qui lève la Ligue de Marbach, fédérant l’électorat de Mayence, le comte Eberhard III de Wurtemberg, le margrave Bernard Ier de Bade et 17 villes souabes contre le roi. Pour mieux s'opposer à Robert, Jean II entreprend même de se faire le vassal du roi de France. Le conflit entre le souverain et l'archevêque s'envenime avec le Grand Schisme, lorsqu'en 1409, l'archevêque prend fait et cause pour l'antipape Alexandre V élu lors du concile de Pise, alors que Robert reste fidèle au Romain Grégoire XII. 

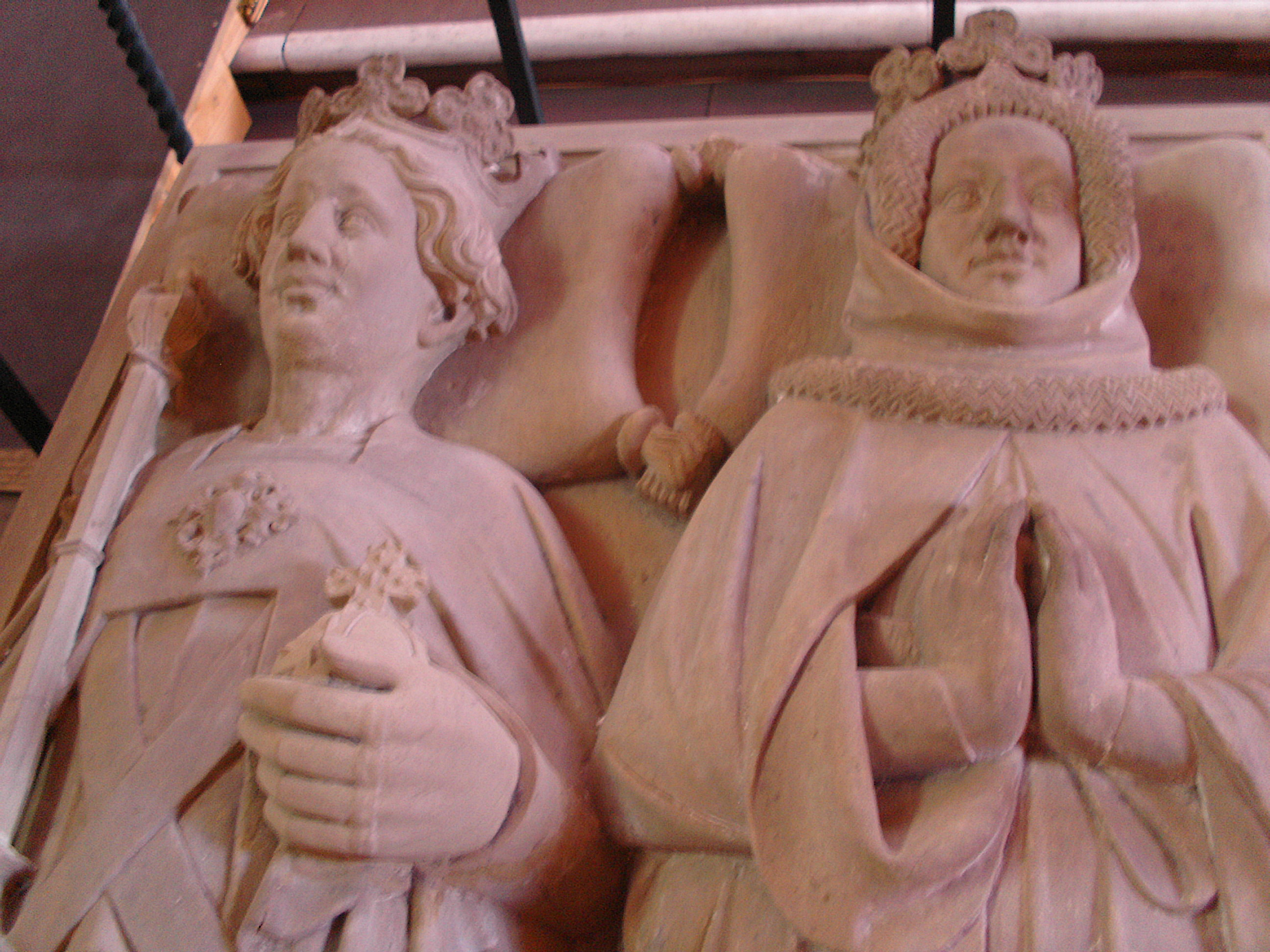
Le tombe de Robert et Élisabeth dans l'église du Saint-Esprit (Heidelberg).

Robert meurt en 1410 des suites d'une longue maladie. Lors de l'élection suivante du roi des Romains, son fils Louis III renonce à présenter sa candidature et le cousin de Venceslas Jobst de Moravie est désigné comme successeur. Plus tard, à la suite de sa mort le 18 janvier 1411, Sigismond de Luxembourg est élu roi des Romains.

## Union et Postérité
Robert épouse en 1374 Élisabeth de Nuremberg (1358-1411), fille du burgrave Frédéric V de Nuremberg. Neuf enfants sont issus de cette union :
- Robert Pipan de Bavière (1375-1397) en 1392 ; il épouse Élisabeth von Sponheim-Kreuznach
- Marguerite de Bavière (1376-1434) ; en 1393 elle épouse Charles II de Lorraine, duc de Lorraine
- Frédéric de Bavière (1377-1401)
- Louis III du Palatinat (1378-1436), électeur palatin du Rhin de 1410 à 1436 ; en 1402, il épouse Blanche d'Angleterre (postérité), veuf il épouse en 1417 Mathilde de Savoie
- Agnès de Bavière (1379-1404) ; en 1400, elle épouse Adolphe Ier, duc de Clèves
- Élisabeth de Bavière (1381-1408) ; en 1406 elle épouse Frédéric IV d'Autriche, comte du Tyrol
- Jean de Bavière (1383-1443), comte palatin de Neumarkt dans le Haut-Palatinat, de 1410 à 1443 ; en 1407, il épouse Catherine de Poméranie (fille de Warcisław VII de Poméranie) dont il a Christophe de Bavière roi de Suède. Veuf il épouse en 1428 Béatrix de Wittelsbach
- Étienne de Bavière (1385-1459), comte palatin de Simmern-Deux-Ponts de 1410 à 1459
- Othon de Bavière (1390-1461), comte palatin de Mosbach ; en 1430 il épouse Jeanne de Bavière (fille de Henri XVI de Bavière duc de Bavière-Landshut)

Les rois de Bavière, les ducs en Bavière, la Maison de Habsbourg-Lorraine et la Maison d'Orléans, la Maison de Bourbon-Siciles, la Maison de Bourbon-Parme et plus particulièrement le roi Philippe VI d'Espagne, le roi Philippe de Belgique, le grand-duc Henri de Luxembourg, le prince Jean-Adam II de Liechtenstein , Élisabeth de Wittelsbach Sissi ainsi que François-Joseph Ier d'Autriche par sa mère l'archiduchesse Sophie de Bavière, sont les descendants de Robert III du Palatinat.